# Liste der Baudenkmale in Godendorf
In der Liste der Baudenkmale in Godendorf sind alle denkmalgeschützten Bauten der Gemeinde Godendorf (Mecklenburg-Vorpommern) und ihrer Ortsteile aufgelistet. Grundlage ist die Veröffentlichung der Denkmalliste des Landkreises Mecklenburgische Seenplatte (Auszug) vom 20. Januar 2017.

## Baudenkmale nach Ortsteilen

### Düsterförde
| ID   | Lage                             | Bezeichnung          | Beschreibung | Bild             |
| ---- | -------------------------------- | -------------------- | ------------ | ---------------- |
| 213  | Düsterförde-Chausseehaus 1, B 96 | Chausseehaus mit     |              | Chausseehaus mit |
| 213  |                                  | Stall                |              |                  |
| 214  | Düsterförde 2, B 96              | Gutshaus             |              | Gutshaus         |
| 215  | Bahnhof 1                        | Bahnhof mit          |              | Bahnhof mit      |
| 215  | Bahnhof 2                        | Aborthaus            |              |                  |
| 216  | Bahnhof 2                        | Bahnarbeiterhaus mit |              |                  |
| 216  |                                  | Schuppen             |              |                  |
| 1260 | Försterei 1                      | Forsthof mit         |              |                  |
| 1260 |                                  | Forsthaus und        |              |                  |
| 1260 |                                  | Stallscheune         |              |                  |

### Godendorf
| ID  | Lage            | Bezeichnung                                | Beschreibung | Bild |
| --- | --------------- | ------------------------------------------ | ------------ | ---- |
| 376 | Schneidemühle 2 | Erbmühlgehöft mit Wohnhaus des Müllers mit |              |      |
| 376 | Schneidemühle 2 | Altenteil,                                 |              |      |
| 376 | Schneidemühle 2 | Hofpflaster,                               |              |      |
| 376 | Schneidemühle 2 | Scheune,                                   |              |      |
| 376 | Schneidemühle 2 | Fachwerkstall und                          |              |      |
| 376 | Schneidemühle 2 | Stall                                      |              |      |

## Quelle
- Karte der Baudenkmale im Geoportal des Landkreises